# Дрон Теслы

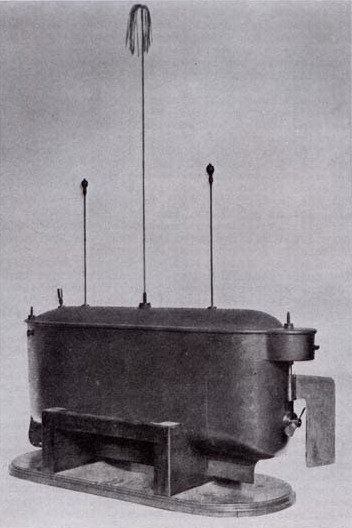
Радиоуправляемая модель Николы Теслы, 1898 г. (патентный номер US613809A).

Дрон Теслы — один из первых прототипов радиоуправляемой лодки (и вообще телемеханики), созданный Николой Теслой и впервые показанный им публике в 1898 году на электрической выставке в Мэдисон-сквер-гарден.
Тесла назвал концепцию дистанционного управления «телеавтоматикой», от греч. τῆλε — «на расстоянии», и греч. αὐτόματος — «самостоятельно движущийся» (термины «робот» и «роботехника» были придуманы позднее, в 1920 и 1941 годах соответственно). В дальнейшем Тесла пытался развивать это направление и даже заявлял о намерении создать управляемого человека. Успеха в этом не имел.

## Описание устройства
Длина лодки составляла около 1,2 метра (4 фута), высота — 1 метр (3 фута). Сверху были установлены несколько стержневых антенн, а внутри были расположены аккумулятор, радиоприёмники и электрические моторы. Корпус лодки был железным. Помимо лодки было сделано устройство для дистанционного управления ею.
В музее Николы Теслы в Белграде экспонированы копии лодки и пульта управления. Модель лодки выполнена в прозрачном корпусе для показа внутренних механизмов. Модель пульта функционально эквивалентна оригиналу, но, вероятно, отличается внешним видом.

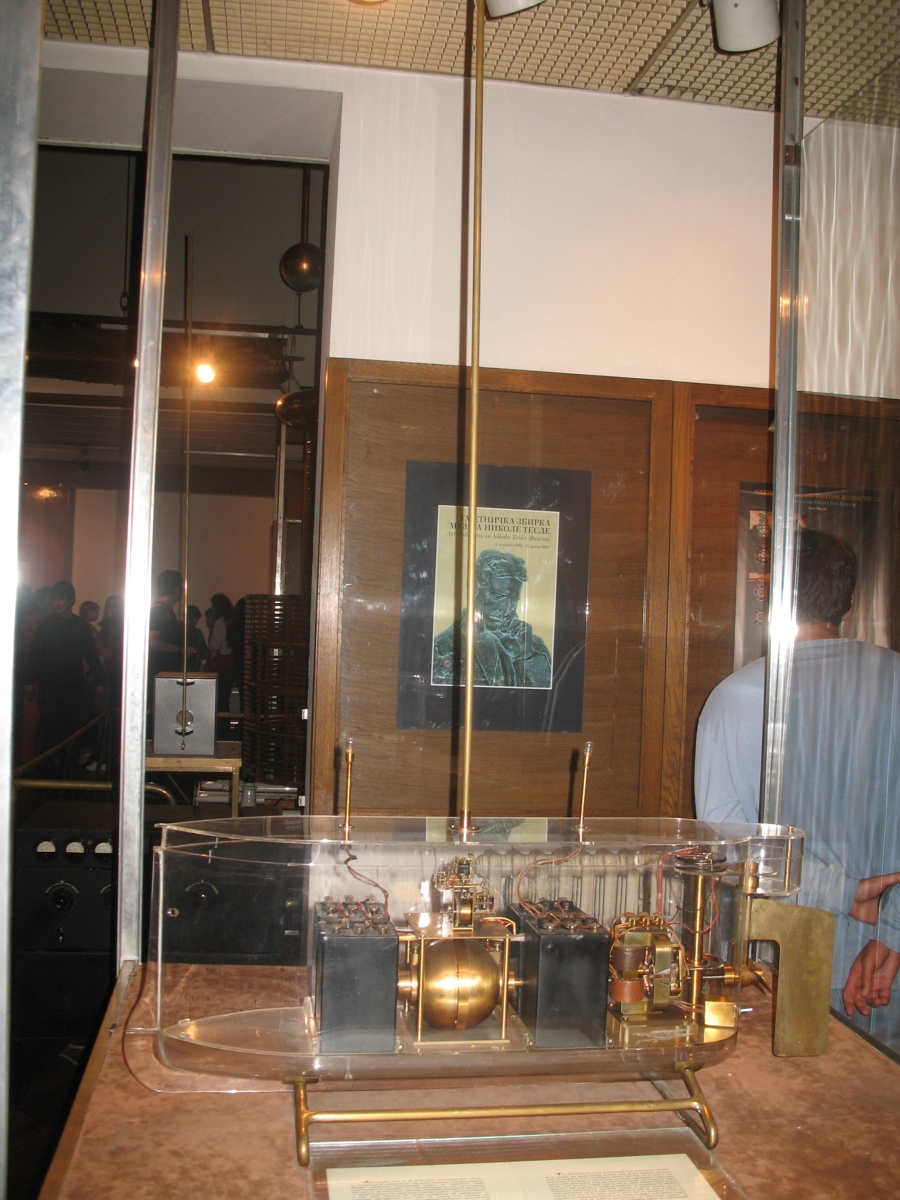
Лодка с прозрачным корпусом
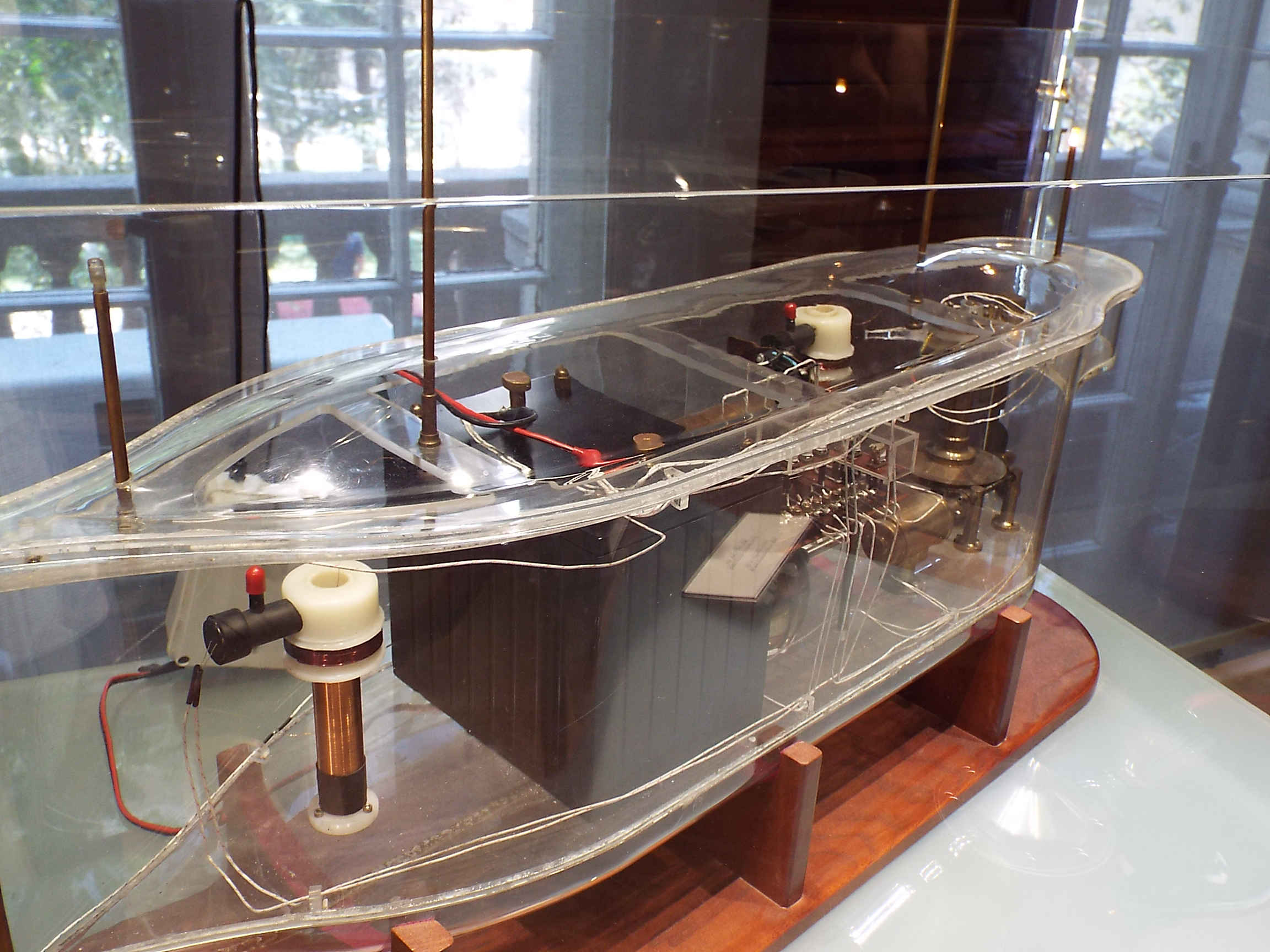
Ещё одна модель лодки
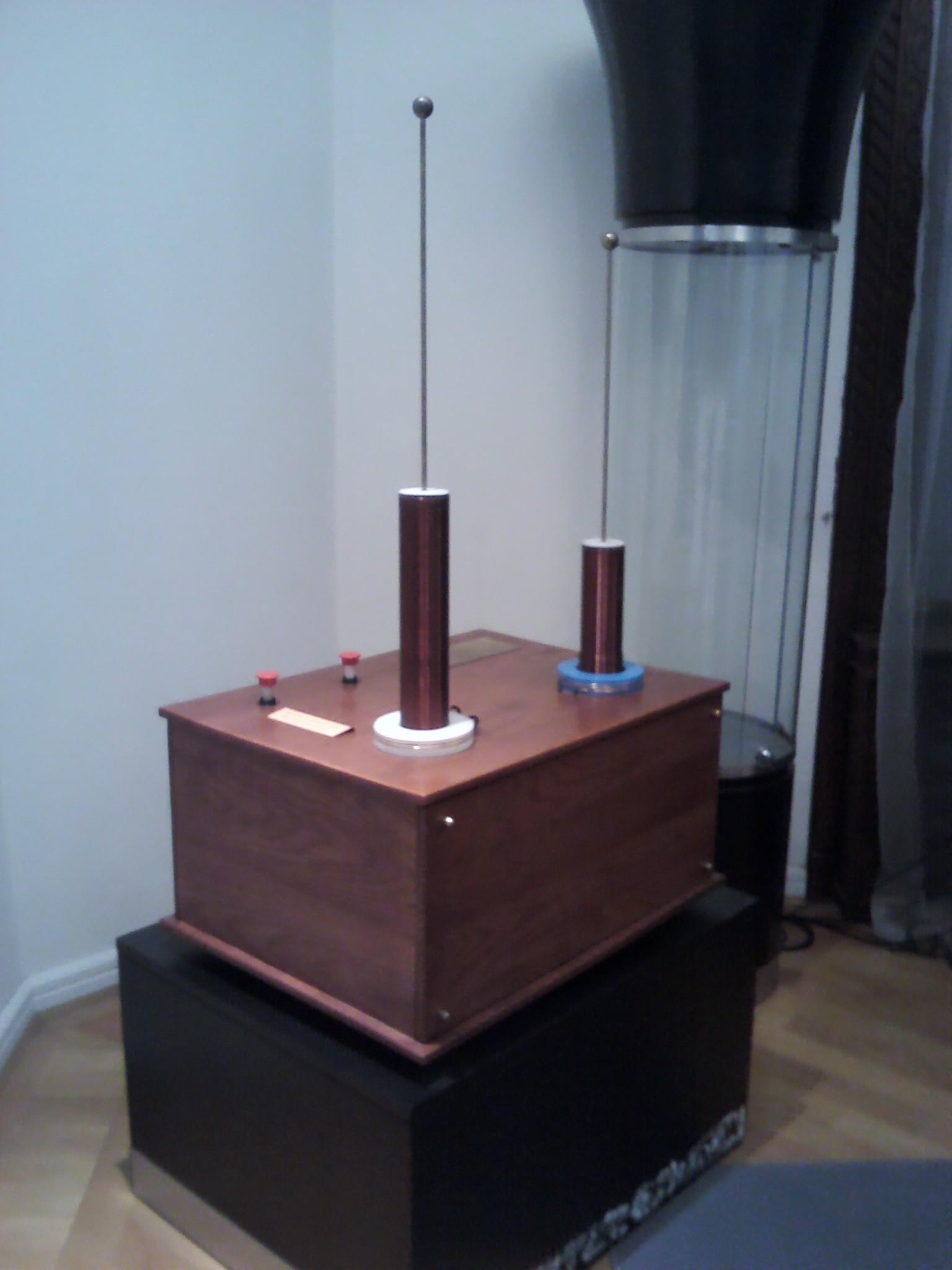
Пульт управления

## Демонстрация
В центре выставочного зала был размещён относительно большой бассейн, в котором плавала описываемая лодка. Рядом с бассейном находился стационарный пульт управления, который мог заставить лодку двигаться вперёд или назад, поворачивать влево или вправо или вообще остановиться. Также пульт мог зажигать лампочки, установленные на концах антенн на верхней части лодки. Никола Тесла стоял возле пульта и управлял лодкой. Он призывал наблюдавших людей самим выкрикивать команды лодке, которые сам сразу же выполнял.

## Использование устройства
Тесла стал гражданином США в результате натурализации в 1891 году и имел довольно патриотичный настрой. На фоне военных настроений в обществе из-за войны, произошедшей как раз в 1898 году, незадолго до выставки, Тесла откровенно говорил про военное применение своего изобретения:

…моя подводная лодка, загруженная торпедами, может быть запущена из безопасной гавани или с корабля, скрытно проплыть под поверхностью, через заминированные воды, прямо в защищенные порты и атаковать корабли, стоящие на якоре, или выйти в открытое море, ища свою добычу и атаковав её в удобный момент даже с сотни футов, разрядить свой смертельный арсенал и вернуться к отправителю. И, выполняя все эти удивительные действия, она будет под полным и немедленным контролем человека, находящегося на берегу или на военном корабле далеко за линией горизонта и невидимого врагу. …Я осознаю, что это звучит почти невероятно, и я воздерживался от показа этого изобретения, пока я не продумал каждую практическую деталь его. — Никола Тесла, New York Journal, 13 ноября 1898 года
Успеха в этом он не имел, военные не заинтересовались его изобретением. Тем не менее в 1898 году он получил патент на своё изобретение и вообще на метод беспроводного управления машинами. Примечательно, что, со слов самого Теслы, патент был получен только после того, как служащий патентного бюро лично приехал в Нью-Йорк из Вашингтона для освидетельствования этого устройства, так как оно казалось невозможным.

## В культуре
Конструирование радиоуправляемых моделей лодок является популярным хобби в Нью-Йорке. Специально для запуска моделей и проведения соревнований по судомодельному спорту в Центральном парке был выделен пруд Conservatory Water. В 1954 году на его берегу был построен Лодочный домик для хранения моделей и размещения Клуба судомоделирования Центрального парка.
Дрон Теслы и его демонстрация в Мэдисон-сквер-гарден легли в основу одной из миссий компьютерной игры Red Dead Redemption 2. В задании «A Bright Bouncing Boy» изобретатель Марко Драгич, прототипом которого стал Тесла, демонстрирует инвесторам стреляющий по установленным в пруду целям игрушечный кораблик, управляемый «волнами, которые нельзя увидеть», визуально очень похожий на модель Теслы.